# Wollweber-organisationen
Wollweber-organisationen var en antifascistisk modstandsbevægelse, der saboterede fascistisk skibsfart i Skandinavien og Nordeuropa. Organisationen blev grundlagt og ledet af tyskeren Ernst Wollweber og styret af NKVD.
Organisationen oprettede flere sabotage-grupper i Nordeuropæiske havnebyer. Medlemmerne var først og fremmest antifascistiske søfolk og havnearbejdere. I Norge havde organisationen grupper i Oslo, Bergen og Narvik, disse grupper udførte 23 kendte sabotageaktioner mod tyske skibe i 1937-38. Under den tysk-sovjetiske ikke-angrebspagt i perioden 1939-41 udførte organisationen aktioner bag de finske linjer.
Wollweber-grupperne blev revet op i de fleste land i 1940, Ernst Wollweber måtte flygte til Sverige og blev arresteret der. Den norske leder Martin Rasmussen Hjelmen blev arresteret i Sverige, udleveret til Gestapo i Norge og senere henrettet i Tyskland i 1944. I Oslo fortsatte organisationen under ledelse af sømanden Asbjørn Sunde, og under hans dæknavn «Osvald» fortsatte organisationen og blev den dominerende sabotageorganisation i Norge i perioden 1941—44, med mere end 2/3 af alle udførte sabotagehandlinger mod den tyske besættelsesmagt.
Frem til Osvald-gruppen blev nedlagt i 1944, efter ordre fra Moskva, havde den udført 39 kendte sabotageaktioner i Norge.

## Yderligere litteratur
- Borgersrud, Lars (2001) Fiendebilde Wollweber – Svart propaganda i kald krig, Forlaget Oktober, ISBN 82-495-0050-4